# Melchior Looijen
Melchior Looijen (6 januari 1982) is een Nederlands hockeyer.
Looijen begon met hockeyen bij MHC Nunspeet en kwam via HC Wageningen bij Kampong uit Utrecht terecht. De middenvelder speelde vanaf 2000 bij Kampong en debuteerde onder Reinoud Wolff in het eerste van Kampong. In de Nederlandse Hoofdklasse stond Looijen geregeld met zijn strafcorner hoog in de topscorerslijsten. Hierdoor kwam het dat de middenvelder geregeld mee mocht trainen met de Nederlandse hockeyploeg. Desondanks is een debuut tot dusver voor Looijen uitgebleven. In de zomer van 2011 verruilde hij Kampong voor Laren.